# Raymond Baillet
Pour les articles homonymes, voir Baillet.
Raymond Baillet, nom d'artiste de Raymond Sourdin, est un acteur et chansonnier français, né le 4 février 1919 à Paris 3e et mort le 14 janvier 2017 à Saint-Lubin-des-Joncherets (Eure-et-Loir).

## Biographie
Il commence par faire du théâtre amateur, puis à vingt ans devient chansonnier et se spécialise dans la critique de l'actualité politique. Il est pendant vingt-cinq ans sur les scènes de nombreux cabarets : le Théâtre des Deux Ânes, le Caveau de la République, La Lune Rousse, le Théâtre du Coucou, etc. En 1944, il rencontre Bourvil, alors totalement inconnu, et lui prédit un grand avenir dans le métier.
En 1965, lors des élections présidentielles, après l'interview du général de Gaulle par Michel Droit, il enregistre un sketch parodique qu'il a écrit avec Francis Lax où il joue le rôle de Louis XVI interviewé par un journaliste lui reprochant d'investir des fonds dans les recherches spatiales (par le lancement d'une montgolfière) et dans l'aide aux pays sous-développés (par l'envoi de La Fayette et de troupes en Amérique). Mais son sketch est censuré par les responsables de l'ORTF et ne sera jamais diffusé à la télévision. Il pense pourtant que le général de Gaulle aurait été le premier à en rire.
Il décide de se reconvertir dans le métier de comédien, déclarant : « J'en avais assez des face-à-face angoissés avec une page blanche. J'ai décidé de redevenir un anonyme irresponsable en me glissant dans la peau de personnages qui me sont étrangers ». Il obtient alors de nombreux rôles pour la télévision et interprète souvent des personnages historiques : Louis XVI, Victor Hugo, Christophe Colomb et Louis-Philippe.[

Il joue dans dix-sept pièces d'Au théâtre ce soir et obtient une certaine notoriété en interprétant Désiré Lafarge, une série télé policière en huit épisodes (1977), dans laquelle il est un retraité de la Sncf menant des enquêtes.
En 1979, il retourne à son métier de chansonnier au Caveau de la Republique, mais doit s'interrompre en plein succès à cause d'une intervention chirurgicale. Remis de son opération, il revient au théâtre en jouant dans Les Femmes savantes de Molière.
En 1981, il fait une tournée mondiale (Los Angeles, Tahiti, Nouméa, Singapour) de vingt-cinq jours, jouant avec Les Charlots dans La Cuisine des anges d'Albert Husson, puis il enchaîne avec "Reviens dormir à l'Élysée" de Jean-Paul Rouland à la Comédie-Caumartin.

## Filmographie

### Cinéma
- 1951 : La Vie chantée de Noël-Noël
- 1974 : Les Gaspards
- 1974 : Verdict d'André Cayatte
- 1983 : Le Retour des bidasses en folie (L'homme à l'américaine)

### Télévision
- 1971 : Face aux Lancaster (Lucien)
- 1971 : Le Voyageur des siècles (Brunot)
- 1972 : Les Misérables (Louis-Philippe)
- 1972 : Les Gens de Mogador (notaire)
- 1972 : Commissaire Maigret de Claude Boissol, épisode : Maigret en meublé : (Inspecteur Vauquelin)
- 1973 : Monsieur Émilien est mort (juge d'instruction)
- 1973 : Marie Dorval (Jean-Philippe)
- 1973 : Les Nouvelles Aventures de Vidocq de Marcel Bluwal
- 1973 : Les Enquêtes du commissaire Maigret, épisode : Maigret et la jeune morte de Claude Boissol
- 1974 : Les Dossiers du Professeur Morgan
- 1974 : Un curé de choc (26 épisodes de 13 minutes) de Philippe Arnal : (Jean-Philippe)
- 1974 : Chéri-Bibi de Jean Pignol
- 1975 : Sara (Belin)
- 1975 : Amigo de Philippe Joulia  (Achille)
- 1975 : Messieurs les jurés (Inspecteur Lemmonier et Commissaire Marsas)
- 1976 : Comme du bon pain, série télévisée de Philippe Joulia, M. le curé
- 1978-1979 : Désiré Lafarge (Désiré Lafarge)
- 1982 : Marion (Rémy)
- 1984 : Julien Fontanes, magistrat (Adrien Saignalay)
- 1985 : Châteauvallon, de Serge Friedman, Paul Planchon et Emmanuel Fonlladosa
- 1986 : Coulisses (Raymond)
- 1987 : Les Cinq Dernières Minutes : La Peau du rôle de Guy Jorré : Xavier
- 1990 : Les Enfants de Lascaux (Léon Laval)

### Au théâtre ce soir
- 1970 : Et l'enfer Isabelle ? de Jacques Deval, mise en scène Jacques Mauclair, réalisation Pierre Sabbagh, théâtre Marigny
- 1970 : Jupiter de Robert Boissy, mise en scène Jacques-Henri Duval, réalisation Pierre Sabbagh, théâtre Marigny
- 1971 : Bienheureuse Anaïs de Marc-Gilbert Sauvajon, mise en scène Jacques-Henri Duval, réalisation Pierre Sabbagh, théâtre Marigny
- 1971 : Tapage nocturne de Marc-Gilbert Sauvajon, mise en scène Jacques-Henri Duval, réalisation Pierre Sabbagh, théâtre Marigny
- 1971 : La Collection Dressen de Harry Kurnitz, adaptation Marc-Gilbert Sauvajon, mise en scène Jacques-Henry Duval, réalisation Pierre Sabbagh, théâtre Marigny
- 1971 : La Pèlerine écossaise de Sacha Guitry, mise en scène Robert Manuel, réalisation Pierre Sabbagh, théâtre Marigny
- 1971 : Romancero de Jacques Deval, mise en scène Raymond Gérôme, réalisation Pierre Sabbagh, théâtre Marigny
- 1973 : Le Million de Georges Berr et Marcel Guillemaud, mise en scène Francis Morane, réalisation Georges Folgoas, théâtre Marigny
- 1973 : Laurette ou l'Amour voleur de Marcelle Maurette et Marc-Gilbert Sauvajon, mise en scène Jacques-Henri Duval, réalisation Georges Folgoas, théâtre Marigny
- 1974 : La Ligne de chance d'Albert Husson, mise en scène Jacques Ardouin, réalisation Georges Folgoas, théâtre Marigny
- 1974 : Pluie d'après Somerset Maugham, mise en scène René Clermont, réalisation Georges Folgoas, théâtre Édouard VII
- 1975 : Le Pape kidnappé de João Bethencourt, adaptation André Roussin, mise en scène René Clermont, réalisation Pierre Sabbagh, théâtre Édouard VII
- 1975 : Inspecteur Grey d'André Faltianni et Alfred Gragnon, mise en scène Robert Manuel, réalisation Pierre Sabbagh, théâtre Édouard VII
- 1978 : Le Sac d'André Lang, mise en scène Jacques Ardouin, réalisation Pierre Sabbagh, théâtre Marigny
- 1979 : Mon crime de Louis Verneuil & Georges Berr, mise en scène Robert Manuel, réalisation Pierre Sabbagh, théâtre Marigny
- 1981 : Et l'enfer Isabelle ? de Jacques Deval, mise en scène Raymond Gérôme, réalisation Pierre Sabbagh, théâtre Marigny

## Doublage (liste sélective)

### Cinéma

#### Films
- Yuen Siu-tien dans :
  - Le Chinois se déchaîne (1978)[6] : Pai Cheng-Tien
  - Le Maître chinois (1978)[6] : le mendiant So (1er doublage)

- 1969 : La Porte de l'Imaginaire[7] : M. Kakofonus / Roi mathémagicien
- 1987 : Lady Jane : le Marquis de Winchester (Richard Vernon)
- 1989 : Scoop : Ike Roscoe (Henry Gibson)
- 1992 : Singles : Le vendeur du garage (Chuck McQuary)
- 1993 : Philadelphia : Walter Kenton (Robert Ridgely)
- 1995 : Halloween 6 : Dr Samuel Loomis (Donald Pleasence)
- 1997 : Amistad : Martin Van Buren (Nigel Hawthorne)
- 1998 : Mad City : Lou Potts (Robert Prosky)

#### Films d'animation
- 1950 : Cendrillon (2d doublage, 1991) : Messager / Valet de pied
- 1990 : La Petite Sirène (1er doublage) : Le prêtre

### Télévision

#### Séries d'animation
- 1986 : Moi Renart : Commissaire Chanteclair / Papilu (épisode 11)
- 1986-1987 : Signé Cat's Eyes : Le directeur de la banque (épisode 16) / M. Scoumoune (ep 20)/ M. Tapdur (épisode 25) / M. Irié (épisode 35) / M. Krater (épisode 45) / Hans Schmidt (épisode 47) / Yakuza (épisode 57) / Neilson (épisode 60) / Le directeur du musée (épisode 72)
- 1987 : Charlotte : M. Marlow
- 1987 : David le gnome : Narrateur
- 1988-1989 : Willie Boy[8] : Grand-père (épisodes 8 et 9) / Dr Thompson
- 1988 : La Sagesse des gnomes : Klaus
- 1989 : Nolan[9] : Le chef (épisode 5)
- 1992 : Choupette et Topi[10] : Voix additionnelles
- 1993-2002 : Les Belles Histoires du père Castor : Père Castor